# Atlantic Steam Navigation Company
Die britische Reederei Atlantic Steam Navigation Company (ASN) bestand von 1946 bis 1971 und gilt als einer der Wegbereiter der RoRo- und Containerschifffahrt.

## Geschichte

### Anfänge mit LST’s

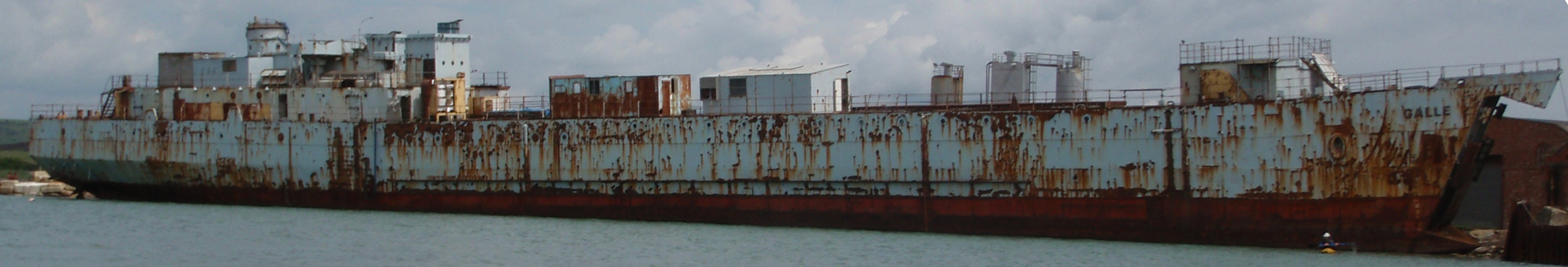
Vergleichbares LST an der Abbruchwerft

Gegründet wurde das Unternehmen 1946 von Oberstleutnant Frank Bustard, der ab dem 11. September 1946 mit den gecharterten Landungsschiffen Empire Baltic und Empire Celtic des Typs Landing Ship, Tank (LST) damit begann, britische Militärfahrzeuge aus Rotterdam und Hamburg nach Tilbury zu verschiffen.
1948 charterte die ASN das LST Empire Cedric, um einen Liniendienst zwischen Preston in Lancashire und Larne in Nordirland aufzubauen. Im Mai 1948 wurde das Schiff in Fahrt gesetzt, dem noch im selben Jahr zwei weitere LST’s, die Empire Doric und die Empire Gaelic, folgten. Gleich zu Beginn des Liniendienstes über die Irische See trat der Army Transport Officer John Gordon Woolam mit der Idee an die junge Reederei heran, die Ladung in Containern zu befördern. Woolam hatte schon länger an dem Konzept eines Tür-zu-Tür-Dienstes mit geschlossenen Behältern gearbeitet und war an die ASN herangetreten, da sie bei ihrer Route zum einen keine Zollgrenze überschritt und zum anderen mit den LST’s Schiffe nutzte, die sich für eine Beladung mit Containern eigneten. Nach erfolgreichen Verhandlungen trat im Frühjahr 1949 der erste Container, eine für fünf Pfund aus zweiter Hand erworbene 16 Fuß lange sowie 7 und 6 Fuß hohe und breite schwarzlackierte hölzerne Kiste eine erste Testreise mit Sportutensilien nach Nordirland an. Bald hatte sich eine Rückladung für die Kiste gefunden, und die Reederei stellte ihren Dienst auf standardisierte Container um. Ab 1950 nahm die ASN mit der Empire Gaelic einen weiteren Dienst nach Belfast auf.
Im Jahr 1954 wurde die ASN im Zuge der Verstaatlichungspolitik der British Transport Commission (BTC) unterstellt. Im Jahr darauf gliederte man zwei weitere gecharterte LST’s in die Flotte ein, die Empire Cymric und Empire Nordic ein und wickelte den Hamburg-Dienst über Antwerpen ab.

### Neubauten und Kooperation

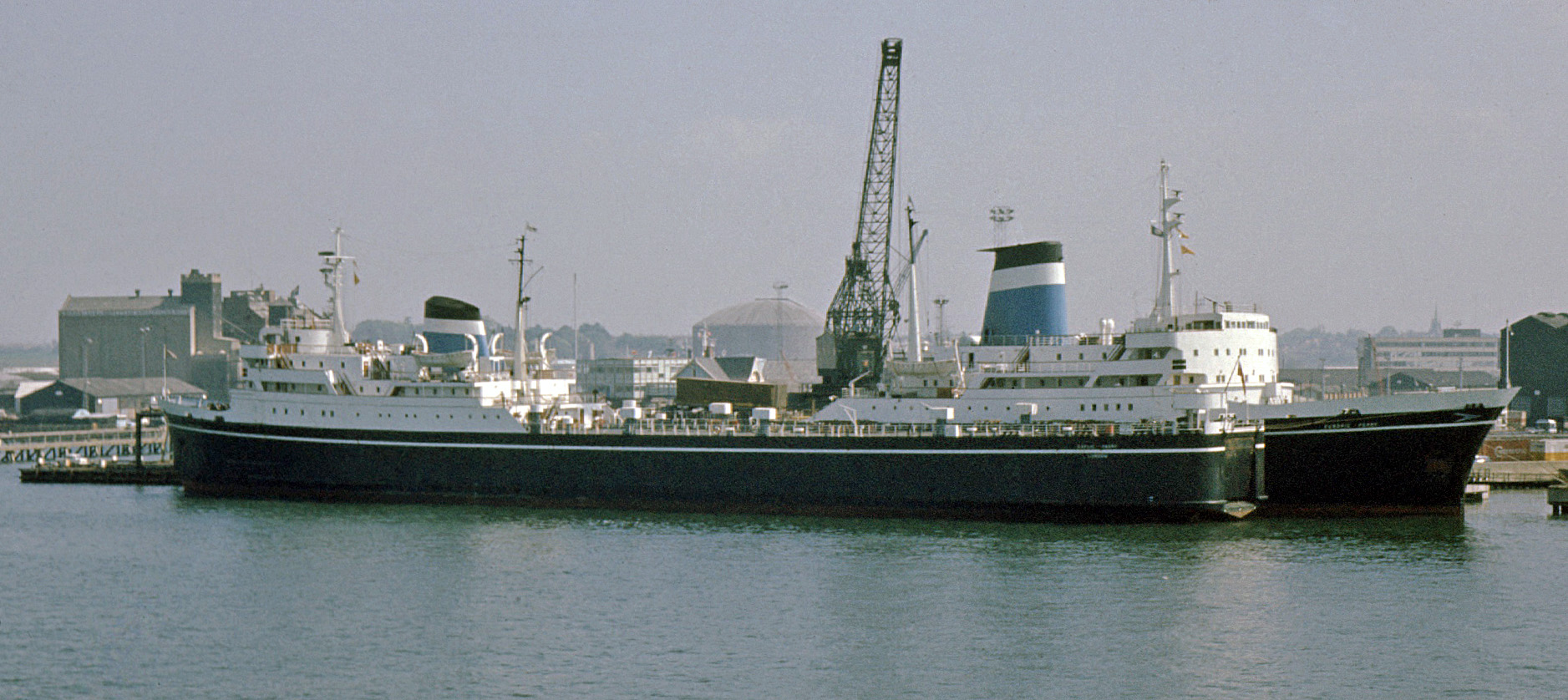
Die Gaelic Ferry und Europic Ferry (hinten) in Felixstowe (1974)

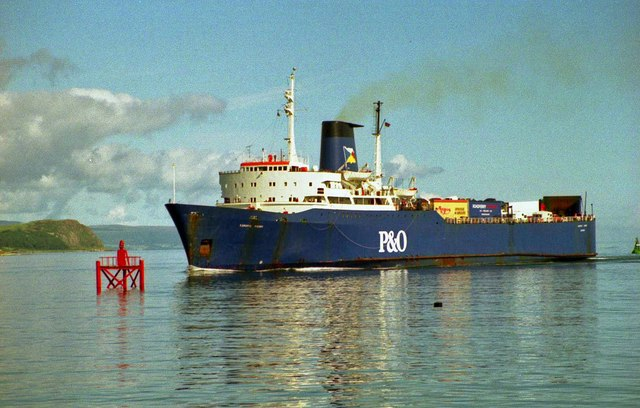
Die Europic Ferry im späteren P&O-Dienst

Als die britische Regierung 1956 alle LST’s zur Bewältigung der Suezkrise requirierte, wurde der Verkehr zunächst mit Charterschiffen deutscher Reedereien aufrechterhalten und die ersten Neubauten der ASN bei der Werft William Denny and Brothers in Dumbarton in Auftrag gegeben. Die 1957/58 abgelieferten RoRo-Schiffe Bardic Ferry und Ionic Ferry zählten zu den ersten RoRo-Frachtschiffen weltweit. Aufgrund der Regierungsverbindung wurden die Schiffe dazu ausgelegt, auch Panzer transportieren zu können, im regulären Verkehr konnten sie bis zu zwanzig Container und maximal 55 Erste- und Zweite-Klasse-Passagiere transportieren.
Zwei nochmals größere Fähren wurden 1960 bei der Ailsa Shipbuilding Company in Troon geordert. Die zuerst abgelieferte Cerdic Ferry wurde im November 1961 auf der Rotterdam-Route in Dienst gestellt, die Doric Ferry folgte im April 1962 auf dem Antwerpendienst. Im Jahr 1963 übernahm die ASN ein ähnlich großes Schiff der Swan, Hunter & Wigham Richardson-Werft, die Gaelic Ferry, der 1967 die Europic Ferry derselben Werft folgte.
Von den zurückerhaltenen LST’s trennte man sich im Laufe der 1960er Jahre. Als letztes Schiff dieser Art verließ die Empire Nordic die Reederei im Dezember 1966 (andere Quelle 1965) zur Verschrottung in Bilbao.
Ab 1963 wurde ein Containerdienst zwischen Dublin und Preston in Zusammenarbeit mit der Reederei George Bell & Company aus Dublin aufgebaut. Im Jahr darauf gründeten George Bell & Company, die Atlantic Steam Navigation Company und die Clyde Shipping Company das Waterford Consortium, um einen Containerfeederdienst zwischen Preston und Waterford – einer der ersten Kurzstrecken-Containerliniendienste in Europa – zu betreiben. Der Anteil der Clyde Shipping Company wurde 1974 von George Bell übernommen.
1970 entschloss sich ASN eine vorhandene reedereieigene Pier in Cairnryan, Wigtownshire für die Aufnahme eines neuen Küstendienstes auszubauen.

### Ende und Schiffsverbleib
Im November 1971 erwarb die Reederei European Ferries Group (EFG) die Atlantic Steam Navigation Company für 5,5 Millionen Pfund und gliederte sie in die eigene Struktur ein. Bei EFG und den Folgegesellschaften dienten die ersten beiden Neubauten Bardic Ferry und Ionic Ferry noch bis zum Verkauf 1976 im angestammten Dienst. Sie wurden beide 1988 in Aliağa verschrottet. Auch die Gaelic Ferry wurde 1988 von der EFG an Abbrecher in Kaohsiung verkauft. Die Europic Ferry blieb bis zum Abbruch 2005 unter verschiedenen Namen in Fahrt, die Cerdic Ferry traf zwei Jahre später als Orestes an der Abwrackwerft in Aliaga ein. Das letzte ASN-Schiff in Fahrt war die Doric Ferry, die schließlich im Jahr 2009 als Kapetan Alexandros A. verschrottet wurde.
John Woolam, der am Erfolg der ASN einen wesentlichen Anteil hatte, gründete noch in den 1950er Jahren die Anglo-Continental Container Services Ltd., aus dem später mit Containerways eines der größten europäischen Unternehmen der Containerbranche hervorging.